# Asiocula lima
Asiocula lima (лат.) — вид вымерших насекомых семейства Maguviopseidae (Prosboloidea) из подотряда цикадовых отряда полужесткокрылых. Единственный вид в составе рода Asiocula. Древнейшие находки происходят из триаса Азии (Мадиген, Кыргызстан).

## Описание
Длина от 6,5 до 8,8 мм. Тегмен пунктированный, наиболее широк у 1/3 его длины, жилки RP и RA не изогнуты назад в дистальной части (стигмальная ячейка ланцетовидная), ветви жилки M идут до корня жилки M. Базальные ячейки отсутствуют; жилка CuA градуально дивергирует от CuP. Жилка M 4—7-ветвистая. Жилка CuA2 2—3-ветвистая. Вид был впервые описан по отпечаткам в 2011 году российским палеоэнтомологом Дмитрием Щербаковым (Палеонтологический институт РАН, Москва, Россия). Среди сестринских таксонов: †Falcarta, Cuanoma, Fasolinka, Krendelia, Maguviopsis, Nevicia, Nonescyta, Phyllotexta, Sacvoyagea, Sitechka.